# Sambeek
Sambeek (dialect: Zammek, Sammûk, Zambaek) is een kerkdorp in de gemeente Land van Cuijk, in de Nederlandse provincie Noord-Brabant. Op 1 januari 2023 telde het dorp 1.855 inwoners, verdeeld over 749 woningen, met een gemiddelde WOZ-waarde van € 361.000, op een oppervlakte van 8,67 km².
Vanouds behoorde het gebied deels tot de Heerlijkheid Boxmeer en deels tot het overambt van het Land van Cuijk. Van 1817 tot 1942 was Sambeek een zelfstandige gemeente waartoe ook Mullem behoorde. Toen ging de gemeente Sambeek op in de gemeente Boxmeer, terwijl Mullem bij de gemeente Vierlingsbeek werd ingedeeld. In 1994 werd Vortum-Mullem bij de gemeente Boxmeer gevoegd en in 1998 werd gemeente Vierlingsbeek bij de gemeente Boxmeer gevoegd.

## Toponymie
De naam van het dorp is een verbastering van Zandbeek.

## Geschiedenis
Bewoning in deze streek is aangetoond door vondsten uit de prehistorie en de Keltisch-Romeinse tijd. Ook ten tijde van de Karolingers woonden hier mensen.
De oudste schriftelijke vermelding van Sambeek dateert uit 1294 en werd vermeld als Zannebeke.
In Sambeek heeft ooit een kasteel gestaan: Kasteel Hatendonk of Houtendonk. De naam Oude Waranda is daarvan overgebleven.
Tot aan het begin van de 19e eeuw woonden in Sambeek (inclusief Vortum) slechts enkele honderden mensen, en in 1813 waren dat er 1076. In 1900 waren het er 1511. Bij de opheffing in 1942 had de gemeente 2775 inwoners.
Onder de naam Radio Sambeek heeft, vanaf 1919, in het nabij Stevensbeek gelegen Radiobos, een ontvangststation voor radiotelegrafie met Nederlands-Indië gestaan.
De parochie van Sambeek is gewijd aan Johannes de Doper.

## Bezienswaardigheden
- In het centrum van het dorp staat de vijftig meter hoge laatgotische Sint-Janstoren met drie geledingen. Het oudste deel hiervan stamt uit 1486. De onderste geleding bestaat uit baksteen met speklagen van tufsteen. De toren maakte deel uit van een tweebeukige kerk. De toren heeft slechts zeer smalle steunberen. Aan elke zijde bevinden zich twee geledingen van drie, rijk versierde, spitsbogen. De toren maakte deel uit van een kerk die tijdens de Tweede Wereldoorlog door de Duitsers werd opgeblazen. Hun plan om ook de toren met de grond gelijk te maken mislukte; de toren raakte weliswaar zwaar beschadigd, maar bleef overeind staan. Ten zuidoosten van de losstaande toren staat de huidige Sint-Jan de Doperkerk.[6]
- In het zuiden van het dorp bevindt zich een van de oudste lindebomen van Nederland: de Linde van Sambeek; deze knoestige boom is naar schatting tussen de 500 en 1000 jaar oud.

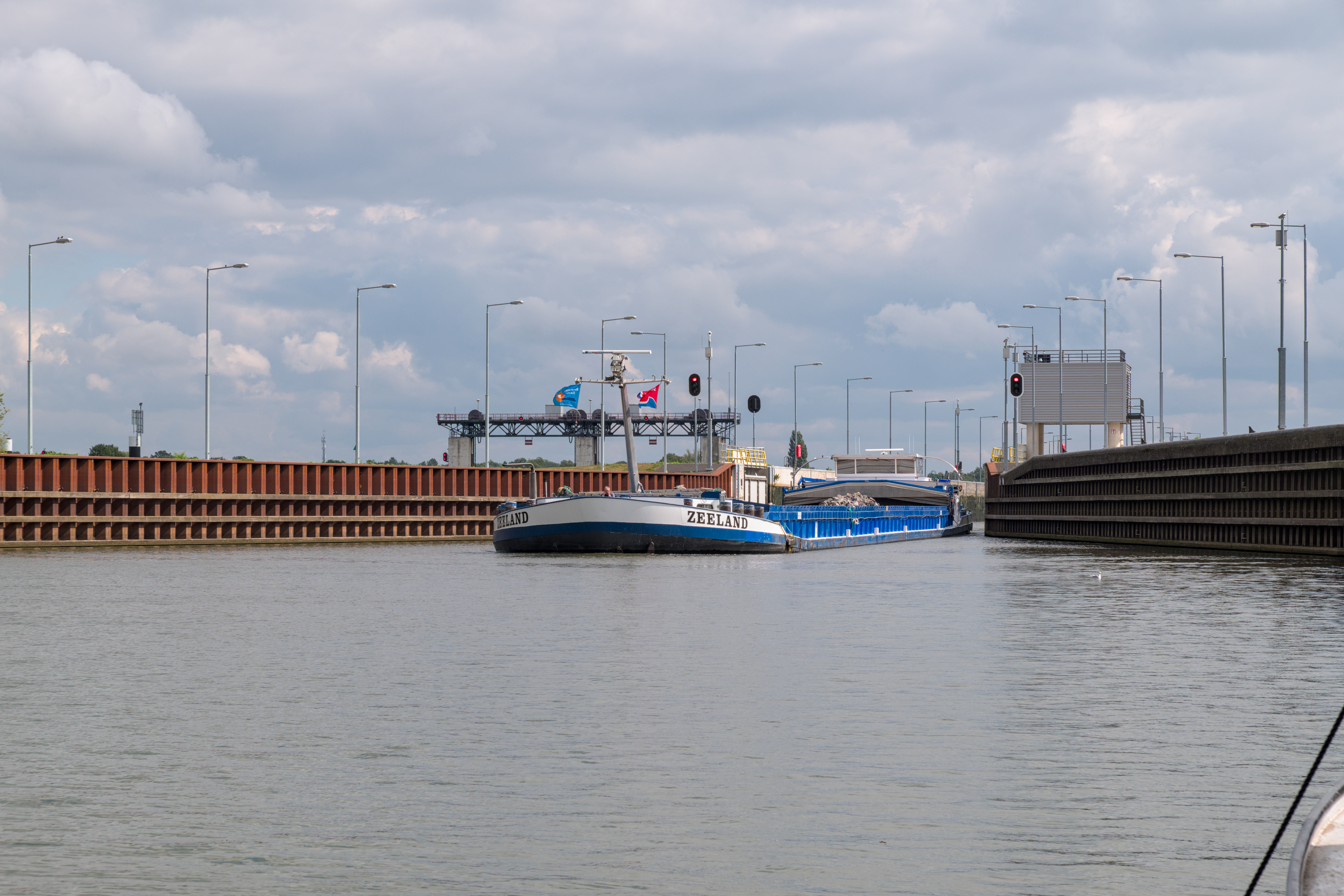
Sluis Sambeek

- In de Maas ligt een stuw- en sluizencomplex. Hier passeren jaarlijks zo'n 50.000 schepen.
- Het Duvelsklökske is een kunstwerk dat teruggrijpt op een 17e-eeuwse legende volgens welke de duivel een ongewijde klok uit de Sambeekse toren had gestolen en deze had gedumpt in het moeras Luneven ten zuiden van Boxmeer.
- Voormalig klooster van de Zusters Redemptoristinnen aan de Grotestraat. In 1873 kwamen Duitse paters Redemptoristen naar Sambeek, daar ze door de Kulturkampf verdreven waren. Oorspronkelijk betrokken ze een woonhuis maar dit werd al snel uitgebreid tot een volwaardig klooster dat in mei 1874 enigszins gereed was. Weliswaar vertrokken de paters al snel naar Luxemburg, maar in Sambeek zou het juvenaat van deze orde komen. De plannen veranderden echter en het klooster werd betrokken door de Zusters Redemptoristinnen uit het Klooster Mariëndaal te Partij-Wittem, dat overbevolkt was. Op 3 september 1874 arriveerden de eerste zusters. Daar het klooster nog niet verwarmd was, overleden zelfs twee zusters aan longkwalen. Het klooster werd uitgebouwd en in 1882 werd een nieuwe kapel geopend. De zusters leefden in strenge clausuur. Hoewel op 25 september 1944 het klooster werd bevrijd kwamen hierna angstige dagen die in schuilkelders moesten worden doorgebracht. Op 29 september werd de kelder zelfs getroffen waarbij enkele zusters werden gedood. Daarop werd het klooster tot april 1945 geëvacueerd naar Velp, waarna het kloosterleven werd hersteld. Uiteindelijk vertrok de sterk vergrijsde kloostergemeenschap op 17 juni 1993 naar het kloosterbejaardenoord Sint-Anna te Boxmeer. Het klooster werd overgedragen aan de Stichting Beth Hachajiem, die uiteindelijk als Stichting Het Kloosterhuis zou ijveren voor behoud van het gebouw en het bevorderen van religieuze en culturele activiteiten in het voormalige klooster.

## Natuur en landschap
Sambeek ligt in het Maasdal.
Ten zuidoosten van deze plaats ligt het natuurgebied Bergjes, dat onderdeel uitmaakt van het gebied Maasheggen. De Sint-Jansbeek mondt ter hoogte van Sambeek uit in de Maas, evenals de Sambeekse Uitwatering.
Ten westen van Sambeek ligt het Sambeekse Veld, ooit woeste grond en tegenwoordig landbouwgebied. Ten noorden van Sambeek rukt de bebouwing van Boxmeer op.

## Cultuur en folklore
- In het 'Vortums veld', een weg door de weilanden tussen Sambeek en Vortum-Mullem worden elk jaar de Metworstrennen gehouden.
- In Sambeek is een soort muzikale commune geweest, waar o.a. leden van de later te vormen groep Doe Maar regelmatig verbleven.
- Loes en Renée Wijnhoven van de groep Clean Pete zijn afkomstig uit Sambeek.

## Verenigingsleven
| Sport  | Faciliteiten     | Vereniging   |
| ------ | ---------------- | ------------ |
| Tennis | 5 kunstgrasbanen | T.V. Sambeek |

Sambeek heeft verschillende verenigingen. Zo is er sinds 1932 een voetbalclub genaamd VV Sambeek alsook een tennisvereniging, T.V. Sambeek. In 1959 werd carnavalsvereniging CV de Knoepers opgericht. Verder is er harmonie Semper Unitas, die uitkomt in de concertafdeling. Voor de liefhebbers van klassieke tractoren en motoren heeft Sambeek sinds 2002 de SMT (Sambeekse Motoren en Traktoren vereniging). Deze club heeft een educatief park waar ze de lagere scholen laten zien hoe in vroeger tijden het voedsel werd geoogst.
- Biljartvereniging 't Tweespan
- Carnavalsvereniging de Knoepers (opgericht in 1959)
- Harmonie Semper Unitas
- Motorvereniging SMT (Sambeekse Motoren en Traktoren vereniging, opgericht in 2002)
- Tennisvereniging T.V. Sambeek (opgericht in 1976)
- Voetbalvereniging VV Sambeek (opgericht in 1932)
- Volleybalvereniging Avance (opgericht in 1998, vanuit een fusie tussen Voversa uit Sambeek en Advendo uit Vortum-Mullem, in 2001 is VCE uit Boxmeer opgegaan in deze vereniging)

Voormalige verenigingen
- Volleybalvereniging Voversa (opgericht in 1968, gefuseerd in 1998 met Advendo uit Vortum-Mullem tot Avance)

## Nabijgelegen kernen
Boxmeer, Sint Anthonis, Vortum-Mullem, Afferden (via de pont over de Maas)

## Zie ook

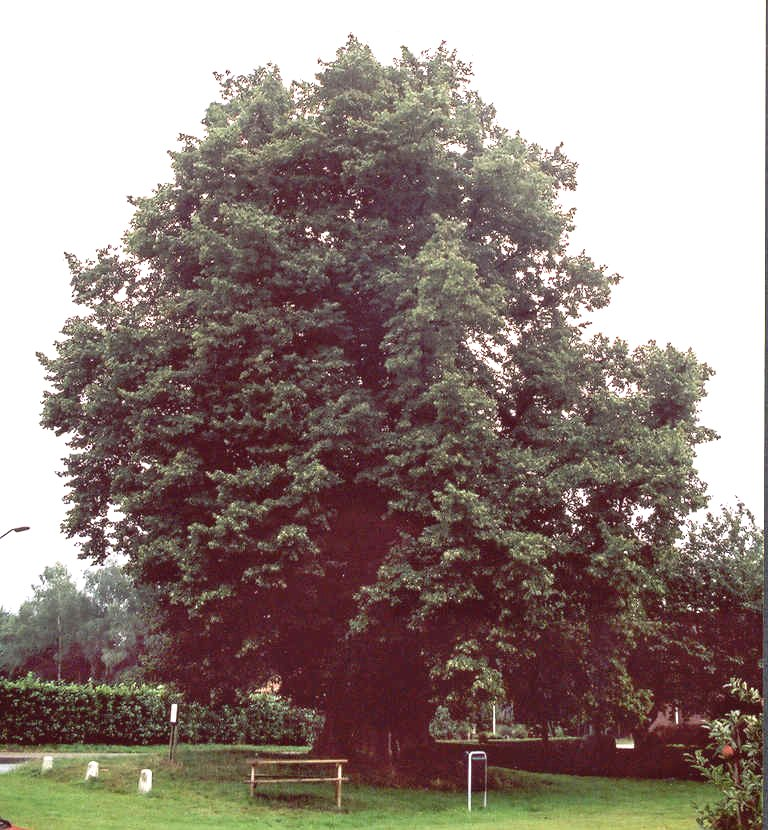
Linde van Sambeek
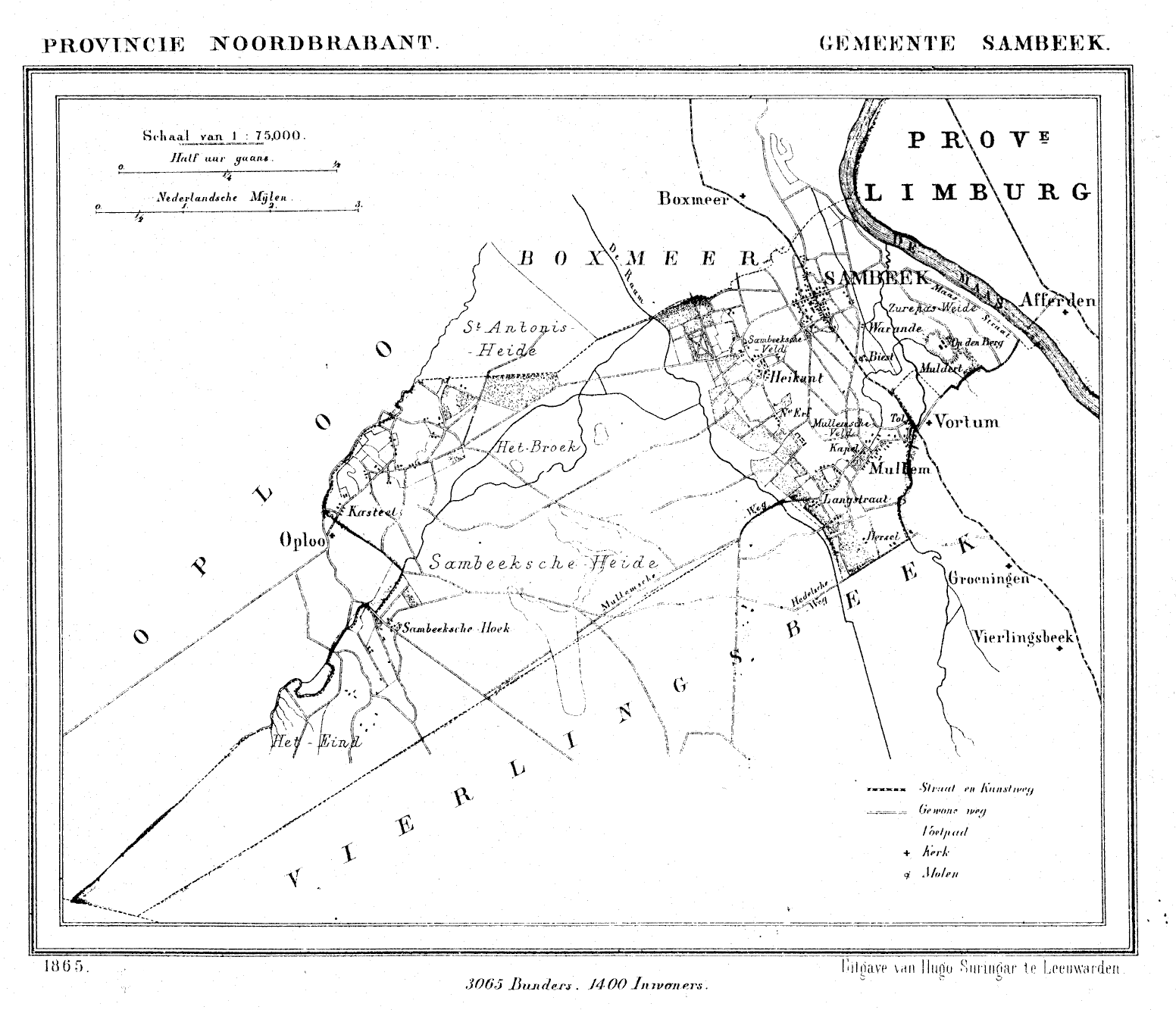
Sambeek in 1865